# Historische Schauweberei Braunsdorf

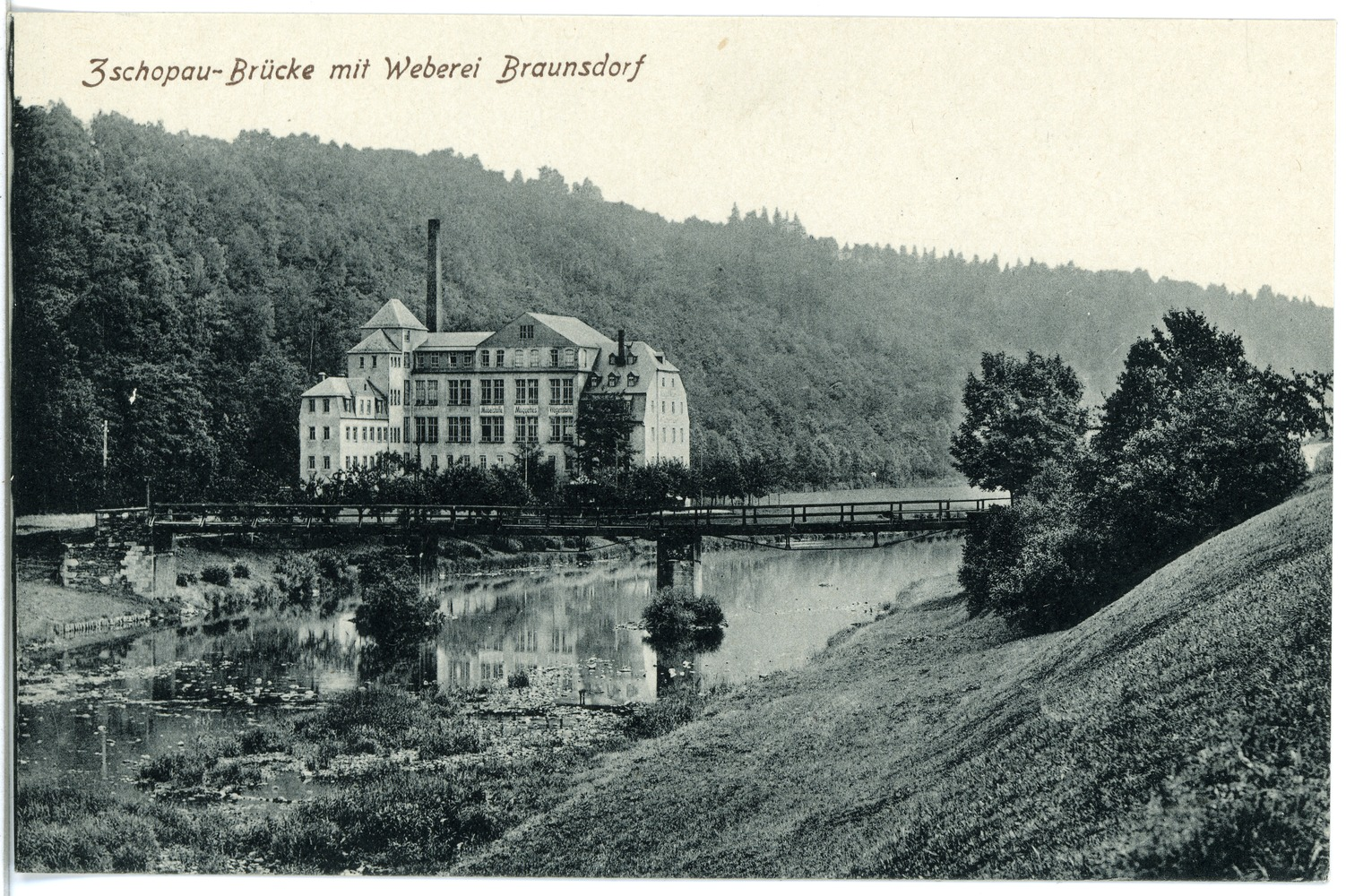
Weberei Braunsdorf, Blick von Südwesten (1914)

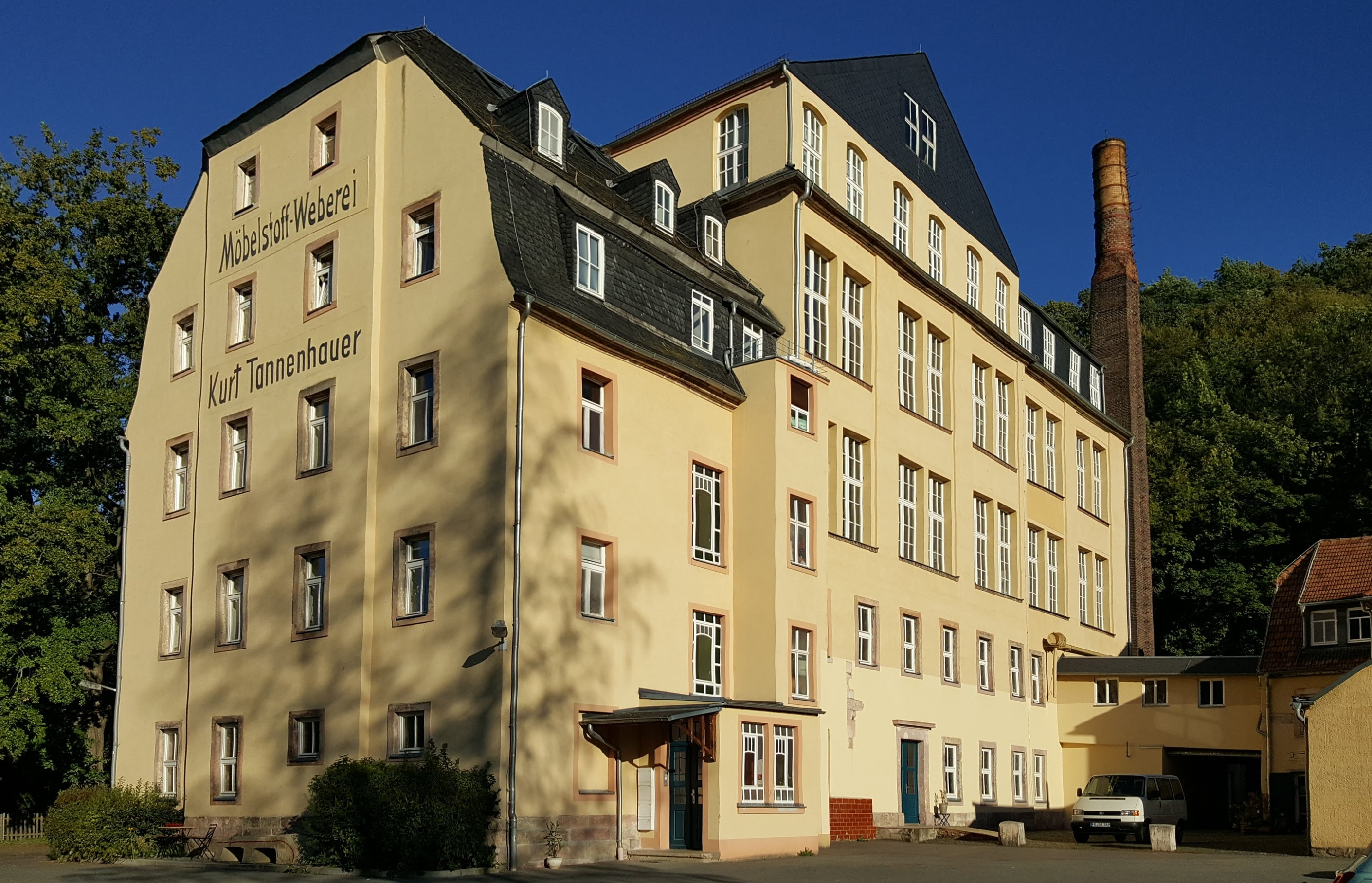
Historische Schauweberei Braunsdorf, 2020

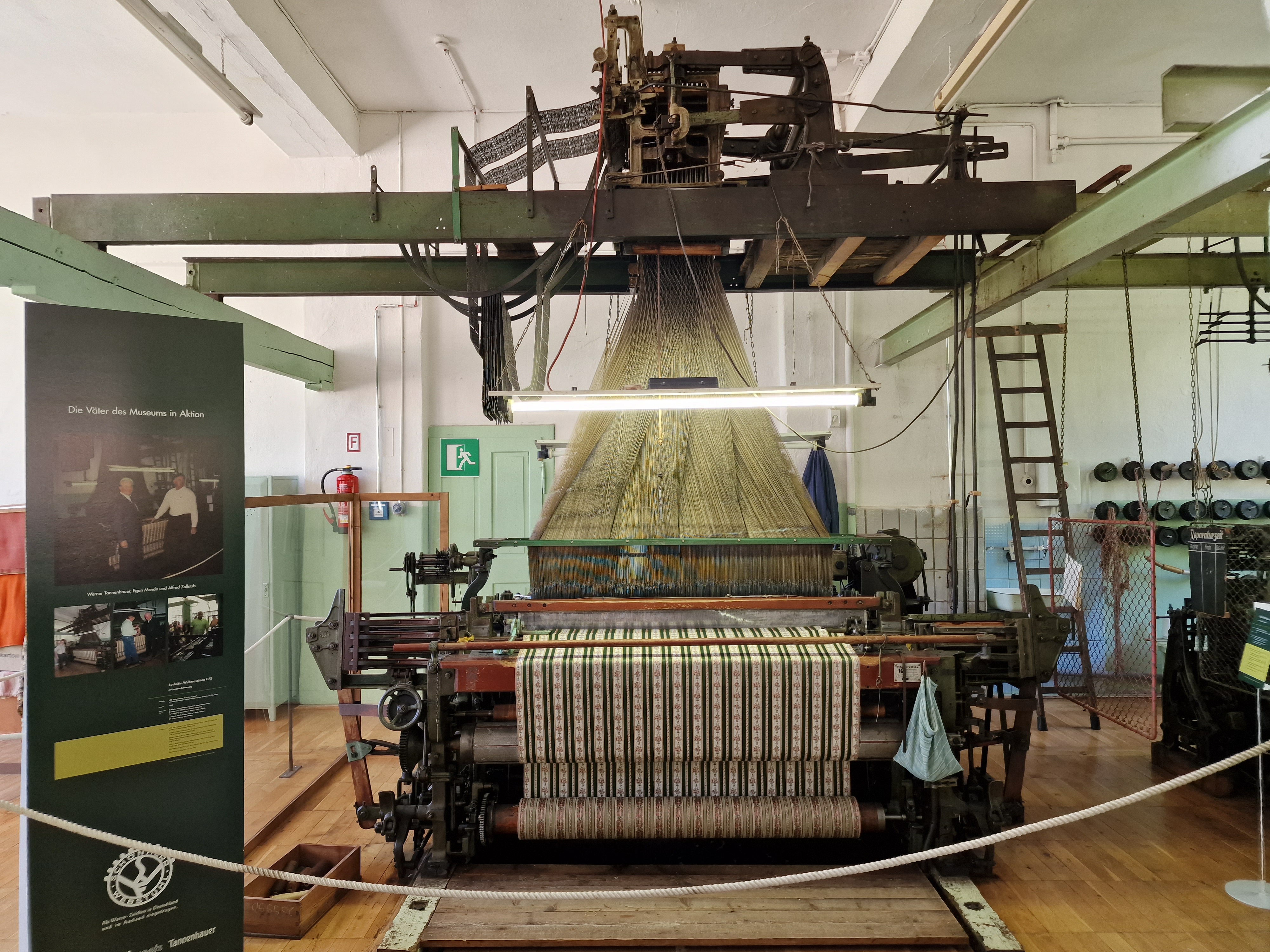
Buckskin Webmaschine CFS mit Jacquardsteuerung von 1963

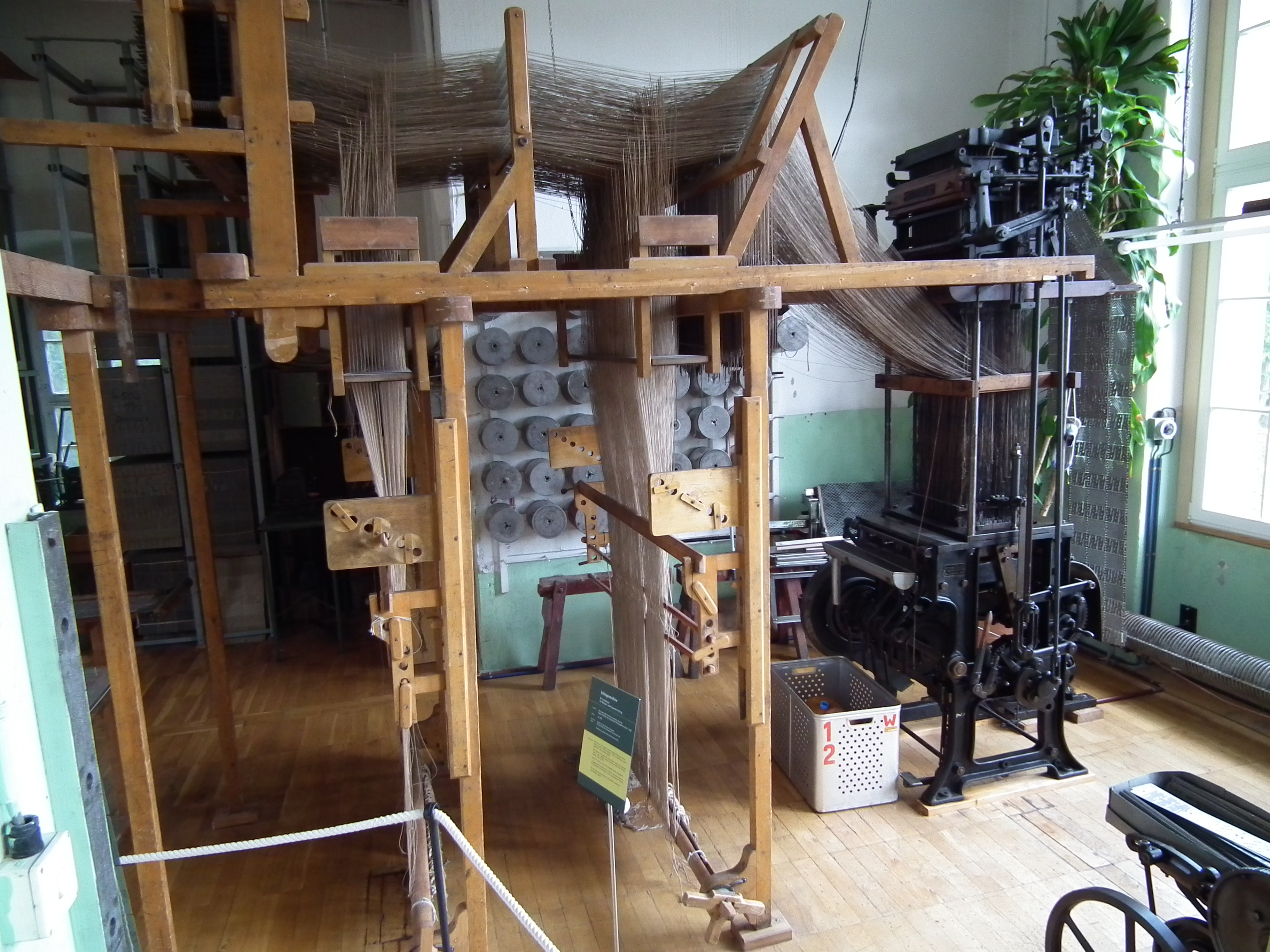
Semper zum Lochkartenschlagen mit Kopiermaschine

Die Historische Schauweberei in Braunsdorf, einem Ortsteil von Niederwiesa, beherbergt heute ein Museum zur Textilindustrie und steht unter Denkmalschutz.

## Geschichte als Gewerbe- und Industriestandort
Der Gebäudekomplex wurde circa 1800 erbaut. Ab 1827 produzierte dort eine Spinnerei Garne. Der Kraftantrieb erfolgte durch ein Wasserrad mit Aufschlagwasser aus der Zschopau.

In den folgenden Jahrzehnten kam es zu Eigentümerwechseln und zur Veränderung der Produktion. Das Gebäude beherbergte eine Spinnfabrik (ab 1827 als Spinnfabrik Christian Gottlieb Vogelsang, 1848 als Spinnfabrik Ernst Ehrenfried Saupe und Friedrich Wolf Breyer), auch eine Schafwollwäscherei und Färberei (1890 Antrag von Herrn Saupe) sowie Filzfabrikation (1877 Breyer und Saupe, 1900 Zetzsche und Höpfner).
1910 erwarb der Kaufmann Martin Tannenhauer (1857–1926) aus Chemnitz das Gebäude für 27.000 Mark von Richard Ehrenfried Saupe und verlagerte seine Möbelstoffweberei, die er 1883 als Wagenstoff-Weberei gegründet hatte, von Chemnitz (Zöllnerplatz 26) nach Braunsdorf. Der Gebäudekomplex musste für die größere Last der mechanischen Webstühle (800 kg/m²) umgebaut und ertüchtigt werden, es wurde auch ein Lastenaufzug eingebaut.
Anfang 1912 forderte Martin seinen jüngeren Sohn Kurt Tannenhauer (* 18. Mai 1890 in Chemnitz; † 19. Januar 1971 in Braunsdorf), der sich in Südamerika aufhielt, per Brief zur Heimkehr auf, um ihn im Betrieb zu unterstützen. Kurt absolvierte nach dem Abitur eine Lehre bei einem Teppichhändler in Rostock. Diese schloss er allerdings nicht ab. Er fand, anfangs als Buchhalter, zuletzt als Prokurist bei der Großhandlung Hirschberg & Co. (die angeblich mit allem „von der Reißzwecke bis zu Ländereien“ handelte) eine solide Anstellung. Im August 1912 kehrte Kurt – nun in die neue Heimat – nach Braunsdorf zurück. Im Jahr 1916 verlobte er sich mit Margarete Katz, genannt Gretel (1889–1943). Sie heirateten im März 1920 und hatten zwei Kinder: Tochter Eva und Sohn Werner (* 30. Januar 1926; † 31. Mai 2010).
Nach dem Tod des Vaters 1926 übernahm Kurt Tannenhauer die Weberei und führte sie ab 1936 als Weberei Kurt Tannenhauer [für] Möbel- und Dekorationsstoffe.
Im Zweiten Weltkrieg weigerte er sich, Uniformstoffe zu weben. Sein Unternehmen bekam keine Aufträge mehr. Es wurden Handwebstühle angeschafft, um ein Minimum an Produktion aufrechtzuerhalten.
Nach dem Ende des Zweiten Weltkriegs baute er das Unternehmen wieder auf. Die edlen Biedermeierstoffe wurden weltweit exportiert: nach Westdeutschland, Skandinavien, den arabischen Raum sowie nach Australien. Am 16. Februar 1952 heiratete er ein zweites Mal: Charlotte verw. Schubert. Seine Tochter Eva war künstlerisch sehr begabt, arbeitete von 1950 bis 1990 als Textilgestalterin und Leiterin der Musterentwicklung im Unternehmen und kreierte sowohl historische als auch moderne Stoffdessins. 1961 erhielt das Unternehmen auf der Leipziger Messe eine Goldmedaille, eine ungemein hohe Auszeichnung für ein Privatunternehmen in der DDR. Sein Sohn Werner Tannhauer war als kaufmännischer Leiter im Unternehmen tätig.
1961 wurde das Unternehmen zwangsweise halbverstaatlicht und nannte sich fortan Kurt Tannenhauer KG. Zu dieser Zeit waren ca. 100 Mitarbeiter tätig.  Da sich Kurt Tannenhauer als Unternehmer, als der er in der DDR galt, nicht rentenversichern durfte, arbeitete er bis ins hohe Alter. Er starb ohne jegliche Krankheit und völlig unerwartet am 19. Januar 1971.
Die Mitgesellschafteranteile gingen auf Werner Tannenhauer und seine Schwester Eva Humburg über. 1972 legte eine Kommission des Rates des Kreises Flöha die Dokumente zur vollständigen Verstaatlichung vor. Werner durfte fortan als Betriebsdirektor weiter im nunmehr VEB Raumtextilien Braunsdorf arbeiten. Er lebte selbst im dritten Obergeschoss des Fabrikgebäudes neben einem Websaal.
1981 erfolgte die Eingliederung als Betriebsteil Raumtextilien Braunsdorf in das VEB Wohnraumtex Hohenstein-Ernstthal, Betrieb im VEB Polstermöbelkombinat Oelsa-Rabenau.
Bis 1990 wurden vor allem Möbelbezugs- und Dekostoffe hergestellt. Zum 30. Juni 1990 wurde der volkseigene Webereibetrieb durch das VEB Möbelkombinat Dresden-Hellerau liquidiert. Im Juli 1991 erhielten Kurt Tannenhauer und Eva Humburg die Weberei zurück.

## Geschichte als Museum
Mit Unterstützung des Fördervereins des Industriemuseums Chemnitz und durch Werner Tannenhauer, Enkel des Firmengründers und letzter Betriebsdirektor, konnte ein Teil der Webmaschinen und der Einrichtungen erhalten werden.
Seit Pfingsten 1994 präsentiert sich der ehemalige Industriestandort als Technisches Denkmal und Museum, seit 1996 in Trägerschaft der Gemeinde Niederwiesa. Zahlreiche funktionstüchtige Maschinen dienen zur Präsentation der Arbeitsabläufe: vom Musterentwurf bis zum fertigen Gewebe. Zusätzlich wird die Entwicklung der Textilindustrie erläutert, vom Weben der Vorfahren bis zur Webtechnik des 20. Jahrhunderts. In den teilweise noch original eingerichteten Produktionssälen kann der Produktionsprozess an den Webstühlen vorgeführt werden.
2014 erhielt das Museum von den Erben (Tannenhauer/Humburg) eine sehr wertvolle Schenkung: das nahezu komplett erhaltene Musterarchiv der ehemaligen Weberei. Es umfasst ca. 1.100 Designs aus dem Zeitraum 1883 bis 1990. Überliefert sind die Musterentwürfe samt Patronenzeichnungen und den jeweiligen Schärbriefen, Lochkarten zur Steuerung der Jacquard-Maschinen sowie zahlreiche Stoff- und Gewebeproben. Zahlreiche Exponate werden auch im „Museum digital Sachsen“ präsentiert, das Musterarchiv wird sukzessive digitalisiert.

## Sonstiges
Im Jahr 1999 zog die Firma Cammann Gobelin Manufaktur, ein reprivatisiertes Nachfolgeunternehmen der Möbelstoff-Weberei Cammann & Co. aus Chemnitz, in die Räumlichkeiten mit ein.